# Greta Andersenová
Greta Andersenová (1. května 1927 Kodaň – 6. února 2023) byla dánská plavkyně (kraulařská specialistka), olympijská vítězka z roku 1948.
V šestnácti letech vstoupila do kodaňského plaveckého klubu Triton, od roku 1946 trénovala v křesťanském sdružení Dansk Kvinde-Gymnastikforening. Na mistrovství Evropy v plavání v roce 1947 v Monte Carlu byla členkou vítězné dánské štafety a v závodě na 100 m volným způsobem získala bronzovou medaili. Na Letních olympijských hrách 1948 zvítězila v závodě na 100 m volným způsobem a byla druhá se štafetou, v závodě na 400 m ji v rozplavbě postihl zdravotní kolaps způsobený injekcí pro oddálení menstruace a odstoupila. V roce 1950 se stala mistryní Evropy na 400 m volný způsob. Na Letních olympijských hrách 1952 obsadila čtvrté místo ve štafetovém závodě a osmé místo na 400 m volný způsob.
Po ukončení amatérské kariéry odešla do USA, kde provozovala plaveckou školu a věnovala se dálkovému plavání. Jako první žena v historii zdolala Catalina Channel v obou směrech. Lamanšský průliv přeplavala šestkrát a vytvořila rychlostní rekord časem 11 hodin a 1 minuta. V roce 1969 byla uvedena do Mezinárodní plavecké síně slávy ve Fort Lauderdale.